# Célestine Ouezzin Coulibaly
Makoukou Célestine Ouezzin Coulibaly-Traoré, nhũ danh Macoucou Traoré, (sinh năm 1910-14) là một nhà lãnh đạo chống thực dân ở Tây Phi thuộc Pháp. Bà đã giúp thành lập bộ phận phụ nữ của Rassemblement Démocratique Africanain ở Côte d'Ivoire và Thượng Volta, trở thành tổng thư ký của nó vào năm 1948. Năm 1958, bà được bổ nhiệm làm Bộ trưởng các vấn đề xã hội của Thượng Volta, có lẽ khiến bà trở thành người phụ nữ đầu tiên tham gia nội các trong bất kỳ chính phủ Tây Phi nói tiếng Pháp nào.

## Tiểu sử
Ouezzin Coulibaly được sinh ra ở vùng Banfora ở phía tây nam của Burkina Faso ngày nay, sau đó được gọi là Thượng Volta. Được biết đến khi sinh ra là Macoucou Traoré (hay Makoukou Traoré), bà là con gái của Balla Traoré, người đứng đầu bang Sindou Canton. Giáo dục của cô lên đến đỉnh điểm trong một văn bằng giảng dạy. Năm 1930, bà kết hôn với Daniel Ouezzin Coulibaly, lấy tên là Célestine vào năm 1931 khi bà và chồng được rửa tội theo Công giáo La Mã.
Bà đã giúp thành lập bộ phận phụ nữ của Rassemblement Démocratique Africanain ở Côte d'Ivoire và Thượng Volta, trở thành tổng thư ký của nó vào năm 1948. Ouezzin Coulibaly là một trong những người đã dẫn dắt 1.500 phụ nữ tuần hành đến nhà tù tại Grand-Bassam vào ngày 24 tháng 12 năm 1949 kêu gọi thả chồng, với tư cách là thành viên của phong trào độc lập PDCI-RDA, đã bị bỏ tù mà không bị xét xử bởi chính quyền thực dân Pháp. Cùng với các nhà lãnh đạo đồng nghiệp Anne-Marie Rachi, Marguérite Sacoum, Odette Yacé và Marie Koré, do đó, bà có thể được coi là một trong những người tiên phong cho nền độc lập của Bờ Biển Ngà.
Vào ngày 24 tháng 10 năm 1958, Ouezzin Coulibaly được bổ nhiệm làm Bộ trưởng Bộ Xã hội, Nhà ở và Việc làm của Thượng Volta. Cuộc hẹn của bà, có lẽ là lần đầu tiên cho một phụ nữ ở Tây Phi thuộc Pháp, dường như là một sự phát triển đầy hứa hẹn. Tuy nhiên, đó không phải là một cuộc cách mạng vì nó có vẻ như đã xảy ra chỉ sáu tuần sau cái chết của chồng bà, người đã từng là Chủ tịch Hội đồng tại Upper Volta. Mặc dù cái chết của anh ta có thể đóng một phần quan trọng trong cuộc hẹn của bà, với tư cách là một giáo viên được đào tạo và là một trong số ít phụ nữ biết chữ, nhưng thực tế cô hoàn toàn đủ điều kiện cho vị trí này.
Sau khi cô rời vị trí vào năm 1959, mặc dù trở thành thành viên nữ đầu tiên của quốc hội, việc bà không giành được chức vụ chính phủ sau khi giành độc lập của Thượng Volta năm 1960 có thể được coi là một bước lùi cho vai trò chính trị của phụ nữ. Đại diện cho Thượng Volta, Ouezzin Coulibaly được bầu vào thượng viện Cộng đồng Pháp vào ngày 30 tháng 4 năm 1959, nơi bà ngồi trong Ủy ban Giao thông và Viễn thông. Bà giữ vị trí này cho đến ngày 16 tháng 3 năm 1961.